# Lang leve de tv!
Lang leve de tv! was een televisieprogramma van de Nederlandse omroep TROS. De eerste aflevering van dit televisieprogramma werd uitgezonden op 20 augustus 2011.
Het was een spelshow gepresenteerd door Jan Smit waarin bekende Nederlanders en de kijkers thuis getest worden op hun kennis over 60 jaar tv-historie, dit ter gelegenheid van het 60-jarig jubileum van de televisie in 2011.

## Spelverloop

### Beeld & Geluid
De drie teams krijgen het beeld van de ene intro te zien met de muziek van een ander. Hierna mogen ze proberen te raden welke titels het zijn. Met dit spel zijn per geraden beeld of geluid 5 punten te verdienen. Dus in totaal 10 punten.

### Vragen uit oude programma's
In dit onderdeel werden vragen uit oude spelprogramma's opnieuw beantwoord door de deelnemers.

### Hints (deel 1)
Het blauwe team moet binnen 1 minuut en 30 seconden zo veel mogelijk programmatitels proberen te raden die het publiek uit het vak uitbeeldt. Per goede programmatitel zijn 5 punten te verdienen.

### Leaderlied zingen
Elk team krijgt een leaderlied met vier woorden die zijn weggelaten. Tijdens het zingen moeten ze die woorden invullen. Per goed geraden woord krijgen ze 5 punten. Hiermee zijn dus maximaal 20 punten te verdienen.

### Spel uit oude spelprogramma's (deel 1)
Elke team speelt een spel uit een oud spelprogramma. Van tevoren is geloot wie welk spel gaat spelen. De spellen die gespeeld worden zijn: De lopende band(1 van de 8), Champagnetoren(Love Letters), Toren van Pisa(Ron's Honeymoonquiz), Doolhof(Labyrinth), de Spiraal(Staatsloterijshow) en het Stokken vangen. Per spel zijn er maximaal 20 punten te scoren.

### Fragmenten in goede volgorde
In dit spel moeten de deelnemers vier televisiefragmenten in de goede volgorde zetten, van het oudste naar het jongste. Per goed geplaatste fragment zijn 5 punten te verdienen.

### Hints (deel 2)
Het rode team moet binnen 1 minuut en 30 seconden zo veel mogelijk programmatitels proberen te raden die het publiek uit het vak uitbeeldt. Per goede programmatitel zijn 5 punten te verdienen.

### Tv-journaal presenteren
Van elk team zal een deelnemer een nieuwstekst lezen van een autocue. Hierbij zijn twee woorden weggelaten die ze tijdens het praten moeten invullen. Per goed woord 5 punten. Alle nieuwsberichten vormden samen het "Lang leve de TV-journaal".

### Spel uit oude spelprogramma's (deel 2)
Elke team speelt een spel uit een oud spelprogramma. van tevoren is geloot wie welk spel gaat spelen. De spellen die gespeeld worden zijn: De lopende band, Champagnetoren, Toren van Pisa, Doolhof, de Spiraal en het Stokken vangen. Per spel zijn er maximaal 20 punten te scoren.

### Hints (deel 3)
Het witte team moet binnen 1 minuut en 30 seconden zo veel mogelijk programmatitels proberen te raden die het publiek uit het vak uitbeeldt. Per goede programmatitel zijn 5 punten te verdienen.

### Finale
De punten van elk team worden omgezet in seconden. De minste punten zijn 45 seconden waard, en de meeste punten zijn 1 minuut en 15 seconden waard. De deelnemers krijgen fragmenten uit oude en nieuwe programma's te zien, ze moeten zo veel mogelijk programmatitels raden. Degene die de meeste punten aan het eind heeft heeft het spel gewonnen.

## Afleveringen & gasten
- Aflevering 1 (20 augustus 2011): Jack Spijkerman & Beau van Erven Dorens, Patty Brard & Ad Visser, Bastiaan Ragas & Kim-Lian van der Meij
- Aflevering 2 (27 augustus 2011): Mireille Bekooij & Linda de Mol, Nance Coolen & Wilfred Genee, Marc Klein Essink & Annemieke Verdoorn
- Aflevering 3 (3 september 2011): Gerard Cox & Fatima Moreira de Melo, Sophie Hilbrand & Filemon Wesselink, Catherine Keijl & Jamai Loman
- Aflevering 4 (10 september 2011): Lucille Werner & Fons de Poel, Antoinette Hertsenberg & Kees Jansma, Viola Holt & Toine van Peperstraten
- Aflevering 5 (17 september 2011): Tooske Ragas & Jaap Jongbloed, Ron Brandsteder & Rick Brandsteder, André van Duin & Anne-Marie Jung
- Aflevering 6 (24 september 2011): Frits Sissing & Horace Cohen, Penney de Jager & Nick Schilder, Anita Witzier & Simon Keizer
- Aflevering 7 (1 oktober 2011): Joke Bruijs & Jeroen van der Boom, Gerda Havertong & Frans Bauer, Eric van Tijn & Humberto Tan
- Aflevering 8 (8 oktober 2011): Victor Reinier & Jan Joost van Gangelen, Cilly Dartell & Ron Boszhard, Anniko van Santen & Joop Braakhekke
- Aflevering 9 (15 oktober 2011): Rob Kamphues & Gerard Joling, Leontine Borsato & Paul de Leeuw, Erik van der Hoff & Hans van Willigenburg